# 比利欽 (赫梅利尼茨基州)

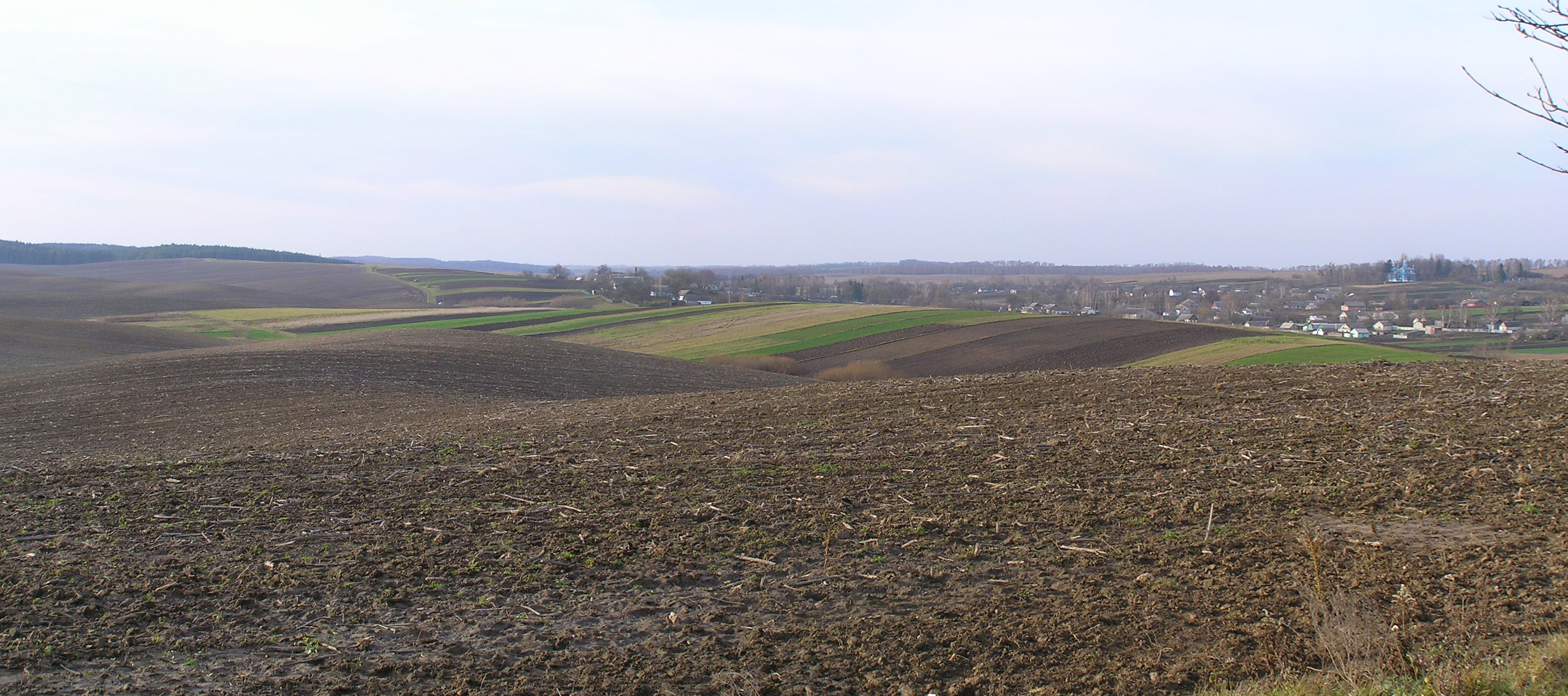

比利欽（羅馬化：Bilchyn）是烏克蘭西部赫梅利尼茨基州舍佩蒂夫卡區伊賈斯拉夫市鎮的村莊。該村面積1.05平方公里，海拔高度247米，2001年人口406，人口密度每平方公里386.3人。
50°6′50″N 26°41′10″E / 50.11389°N 26.68611°E